# Stäfeliflue
Die Stäfeliflue mit einer Höhe von 1922 m ü. M. ist ein Gipfel des Pilatusmassivs in den Luzerner Voralpen (nach einer anderen Einteilung in den Emmentaler Alpen) zwischen den Kantonen Luzern und Obwalden, Schweiz.

## Erreichbarkeit
Die Stäfeliflue ist zu Fuss (Bergwanderung T3) von Norden ab Stäfeli (Schwarzenberg LU) und von Westen ab Gfellen erreichbar. Der Gipfel ist eine Zwischenstation auf dem Gratweg vom Pilatus via Mittaggüpfi nach Gfellen. Nach Norden reicht die Sicht vom Gipfel aus bis ins Schweizer Mittelland und nach Süden bis in die Alpen. In der Senke zwischen Mittaggüpfi und Stäfeliflue liegt auf 1763 m ü. M. die Tripolihütte, die als Schutzhütte bei schlechtem Wetter für Wanderer als Unterkunft dient.

## Geologie
Der steile Nordhang der Stäfeliflue wird durch eine Schichtfolge aus unterschiedlich hartem Kalkgestein gebildet. Nach Süden fällt der Berg relativ flach ab und ist grossenteils mit Gras und weiter unten mit Wald bedeckt.